# Thermocyclops brehmi
Thermocyclops brehmi – gatunek widłonoga z rodziny Cyclopidae. Nazwa naukowa tego gatunku skorupiaków została opublikowana w 1927 roku przez niemieckiego zoologa Friedricha Kiefera.